# Gasherbrum III
De Gasherbrum III is een 7952 meter hoge bergtop die deel uitmaakt van het Gasherbrummassief, dat in de Pakistaanse Karakoram ligt. De top ligt tussen de Gasherbrum II en de Gasherbrum IV.
De Gasherbrum III wordt vanwege zijn lage prominentie vaak gezien als subpiek van de Gasherbrum II. Door zijn dominantie kan hij worden geclassificeerd als relatief zelfstandig.
De berg werd in 1975 voor het eerst beklommen door een groep Poolse alpinisten bestaande uit onder meer Wanda Rutkiewicz en Janusz Onyszkiewicz.